# Mietshaus Alexander Egerland
Das Mietshaus, das sich der Grundstückseigentümer Alexander Egerland 1896/1897 nach Entwurf des Dresdner Architekten Julius Förster durch den Baumeister Gustav Röder errichten ließ, liegt im Ursprungsstadtteil Alt-Radebeul der sächsischen Stadt Radebeul, in der Meißner Straße 96. In dem zugehörigen Garten befindet sich etwa auf Erdhöhe eine geschützte Grotte, von einem großen Busch und einem hohen Baum beschirmt. Auf dem Nachbargrundstück, Eduard-Bilz-Straße 9, ließ sich Egerland zur gleichen Zeit eine Villa errichten.

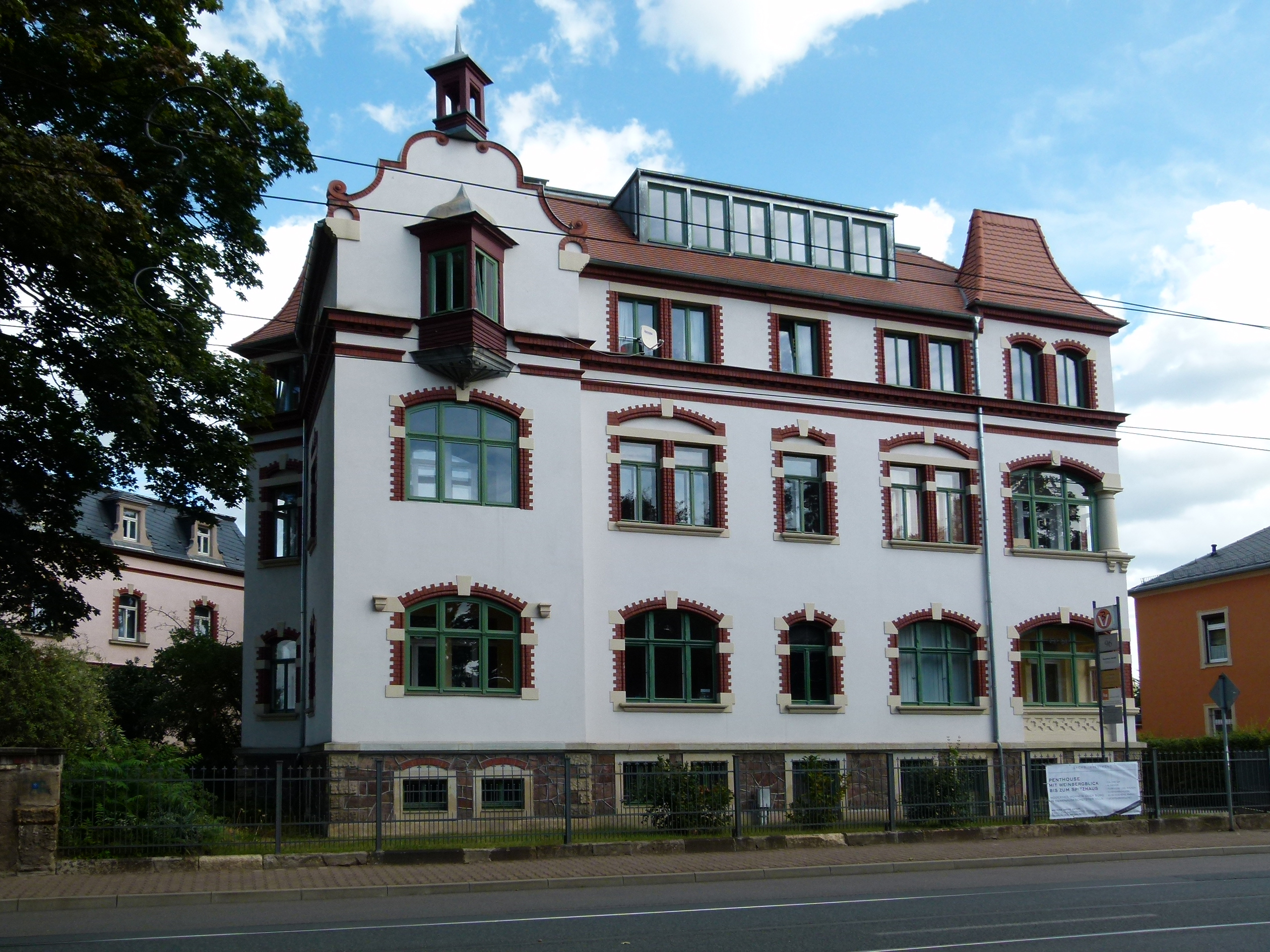
Mietshaus Alex Egerland. Links unter dem Baum ist die Grotte. Links im Hintergrund steht die von Egerland errichtete Mietvilla Eduard-Bilz-Straße 9.

Der „markante[…] Historismusbau[,] belebt durch Erker, Giebel und turmartige Aufbauten“ sowie die „bemerkenswerte[n] gartenkünstlerische[n] Elemente, insbesondere die Grotte mit lokalem Seltenheitswert“ machen das Anwesen „baugeschichtlich von Bedeutung“.

## Beschreibung

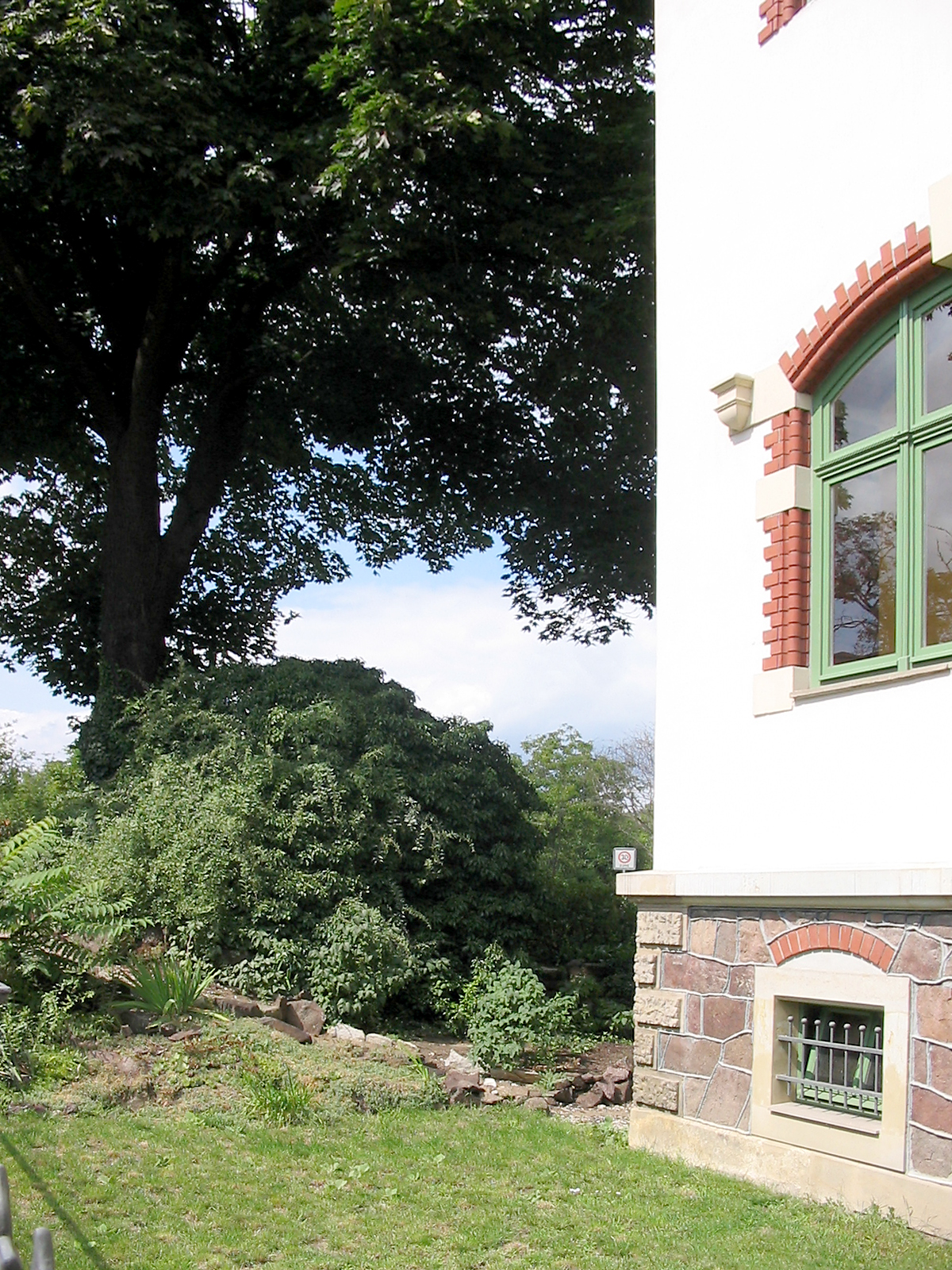
Unter dem Baum und dem Busch liegt die Grotte.

Das repräsentative, heute unter Denkmalschutz stehende Mietshaus liegt auf der nördlichen Seite der Meißner Straße auf einem Eckgrundstück zur Eduard-Bilz-Straße. In dem sich seitlich des Hauses direkt an der Straßenecke befindlichen Gartenstück befindet sich eine als denkmalpflegerische Nebenanlage unter Denkmalschutz stehende Grotte.
Die Straßenansicht zeigt zwei Seitenrisalite. Der linke hat einen Volutengiebel mit einem Erker und mit einer Laterne obenauf, darunter finden sich zwei Loggien. Der rechte Risalit zeigt ebenfalls zwei Loggien, von denen die obere auf der Gebäudeecke eine Säule stehen hat. Im zweiten Obergeschoss ist ein Koppelfenster, darüber steht ein helmartiges spitzes Walmdach vor dem Hauptdach.
In der rechten Seitenansicht dahinter befindet sich ein Mittelrisalit. In der linken Seitenansicht steht ein um 45° gedrehter Vorbau mit einem spitzen Helm obenauf.
Der dreigeschossige Putzbau mit Souterrain steht auf einem Bruchsteinsockel, die beiden Obergeschosse werden durch ein breites Sohlbankgesims getrennt. Die hellen Fassaden werden durch dunkle Ziegelsteingliederungen und Sandsteineinsätze aufgelockert, die Fenstereinrahmungen erfolgen durch Formsteine. Die meisten Fenster sowie die Loggien sind stichbogig, die Fenster im ersten Obergeschoss tragen stichbogige Überfangbögen.